# 신토불이 정보마당
신토불이 정보마당은 2001년 4월 30일부터 2001년 11월 2일까지 KBS에서 방영된 교양프로그램이다.

## 진행자
- 국혜정